# 杉木優子
杉木 優子（すぎき まさこ、活動名：ゆう）は、日本のサイエンスプロデューサーである。米村でんじろうのサイエンスショーにて、アシスタントを務める一方で、独自のサイエンスショーの開催するなどの活動をしている。

## 来歴
富山県生まれ。新潟大学理学部物理学科卒業後、富山県立高校の教員として採用される。富山県立富山女子高等学校（現：富山県立富山いずみ高等学校）で物理の教師をしながら、「圧縮爆発装置」や「無電源選局付きAMゲルマニウムラジオ」などを題材とした科学実験に取り組み、授業に活かした。青少年のための科学の祭典にも参加する。また東京で行われていた理科教師による科学実験サークルであるガリレオ工房の例会にも頻繁に参加していた。
1998年3月に高校教師を辞し、サイエンスプロデューサーになるため上京する。島津理化にてサイエンスアドバイザーとして嘱託契約し、主に科学技術館で活動した。その後2000年に独立し、サイエンスプロダクションであるア・メイズの設立に参加した。

## 主な著作

### 論文・解説
- 「ガリレオ工房の科学がおもしろい--第2のスタ-ト--サイエンスプロデューサーをめざして」『数学セミナー』第37巻第8号、日本評論社、1998年8月、62-65頁、NAID 40004890527。

### 単著
- 『音のすがたをみつけよう : 手づくり楽器で音の実験』ポプラ社〈ガリレオ工房のおもしろ実験クラブ〉、1999年。ISBN 978-4-591-05986-9。

### 共著
- ガリレオ工房 編『理科ひらめき実験工房 : 身近なふしぎを科学する』国土社、1997年。ISBN 4-337-48011-0。

## 主な出演テレビ番組
- NHK教育 「やってみようなんでも実験」
- NHK教育 「科学大好き土よう塾」